# Tellmannskaprifol
Tellmankaprifol (Lonicera ×tellmanniana) är en hybrid i familjen kaprifolväxter mellan vintergrön kaprifol (L. sempervirens) och praktkaprifol L. tragophylla ). Växten är en klättrande buske och odlas som trädgårdsväxt. Bären är giftiga och ger kräkningar, ansiktsrodnad, överdriven törst och vidgade pupiller.